# 59 г. пр.н.е.
59 (петдесет и девета) година преди новата ера (пр.н.е.) е година от доюлианския (Помпилийски) римски календар.

## Събития

### В Римската република
- Консули на Римската република са Гай Юлий Цезар и Марк Калпурний Бибул.
- Бибул безуспешно опитва да саботира законодателните инициативи на Цезар, които включват раздаване на обществена земя. След приемането на тази мярка той прави опит да отлага важните обществени дела като се оттегля в дома си и ежедневно съобща за неблагоприятни религиозни поличби или се опитва да обяви всички останали дни, в които се събират комициите за обществени празници. Цезар го пренебрегва и свиква комициите, които приемат неговите законови предложения.[1]
- Бибул успява да отложи консулските избори за октомври.
- По нареждане на Цезар ежедневно започва да се публикува първият „вестник"“ Acta diurna, който представлява дневен бюлетин с новини от различни обществени сфери.
- Утвърждава се Първият триумвират като неофициално политическо съглашение между Цезар, Помпей Велики и Марк Крас.
- Помпей се жени за Юлия, дъщеря на Цезар, за да скрепи съюза между двамата.
- По предложение на народния трибун Публий Вациний е приет закон даващ управлението на Цизалпийска Галия и Илирия на Цезар след края на мандата му като консул.[2]
- Октомври – тъстът на Цезар Луций Калпурний Пизон Цезонин и протежето на Помпей Авъл Габиний са избрани за консули за следващата година. Политическите опоненти на настоящите консули Луций Домиций Ахенобарб и Гай Мемий са избрани за претори. Публий Клодий Пулхер е избран за народен трибун с помощта на Цезар и Помпей.[3]
- Декември – Клодий встъпва в длъжност заедно с останалите трибуни и предлага законодателна програма целяща да му спечели общественото одобрение. Сред предложените от него популярни мерки са безплатно раздаване на зърно, възстановяване на забранените колегии (гилдии на работници и т.н.), което го улеснява при събирането на неговите банди, забрана на консулите да отлагат заседания на комициите под предлог на неблагоприятни поличби, ограничаване на възможностите на цензорите да премахват сенатори. Цицерон попада под заплахите му за наказателно преследване заради екзекуциите от 63 г. пр.н.е..[3]

## Родени
- Ливий, римски историк (умрял 17 г.)
- Птолемей XIV, фараон на Египет (умрял 44 г. пр.н.е.)

## Починали
- Гай Октавий, римски политик и баща на Октавиан Август (роден ок. 101 г. пр.н.е.)
- Квинт Цецилий Метел Целер, римски политик (роден ок. 103 г. пр.н.е.)
- Луций Ветий, римски конник